# Leptocera fuscipennis
Leptocera fuscipennis är en tvåvingeart som först beskrevs av Alexander Henry Haliday 1833.  Leptocera fuscipennis ingår i släktet Leptocera och familjen hoppflugor. Inga underarter finns listade i Catalogue of Life.